# 葡韻嘉年華
葡韻嘉年華（葡萄牙語：Festival da Lusofonia）早期稱為葡韻縈繞嘉年華，回歸前由海島市市政廳負責，目的透過嘉年華的一系列活動，推動葡語社群的聚會和葡語國家民族的交流，並向華人介紹葡國傳統特色。2023年起，銀河娛樂集團作為支持單位，並冠名為銀娛葡韻嘉年華。

## 簡介
1998年剛好是澳門回歸的前一年，許多居澳的葡籍人士及土生葡人都面對著去留的問題，對居澳的前途非常茫然。一方面他們已居澳多年，早視這個城市為自己的故鄉，不少土生葡人早在幾代之前已定居澳門，對土地的感情難以割斷；另一方面，澳門回歸對許多居澳葡人及土生葡人來說，澳門不再是他們的地方，彷彿也不再有他們生存的空閒。
土生葡人社團也希望透過一些活動把他們的文化及對澳門多年的貢獻留下來，變成集體回憶，讓後人明白他們對澳門的深厚感情。當時澳門政府的各個部門及各級職位都有許多士生葡人任職，所以很快便得到共識，決定舉辦一個具有葡人文化特色的活動。
最初舉辦時，葡韻嘉年華只是以紀念賈梅士（Luis Camoes）為主題及目的。每年的6月10日被訂為「賈梅士日」，因此早期的葡韻嘉年華都在每年的六月舉行。至2004年，主辦單位考慮到六月份為澳門的雨季，對這項主要在戶外進行的活動造成許多不便，因此便在這一年開始將整項活動改為在每年的年尾舉行，以方便市民和遊客參與。回歸後，澳門特區政府希望把這項別具意義的活動保留下來，同時為了進一步體現出澳門土生葡人的文化，並由2000年開始，把主題改為紀念歷來居澳葡人及士生葡人對澳門作出的貢獻。

## 歷史

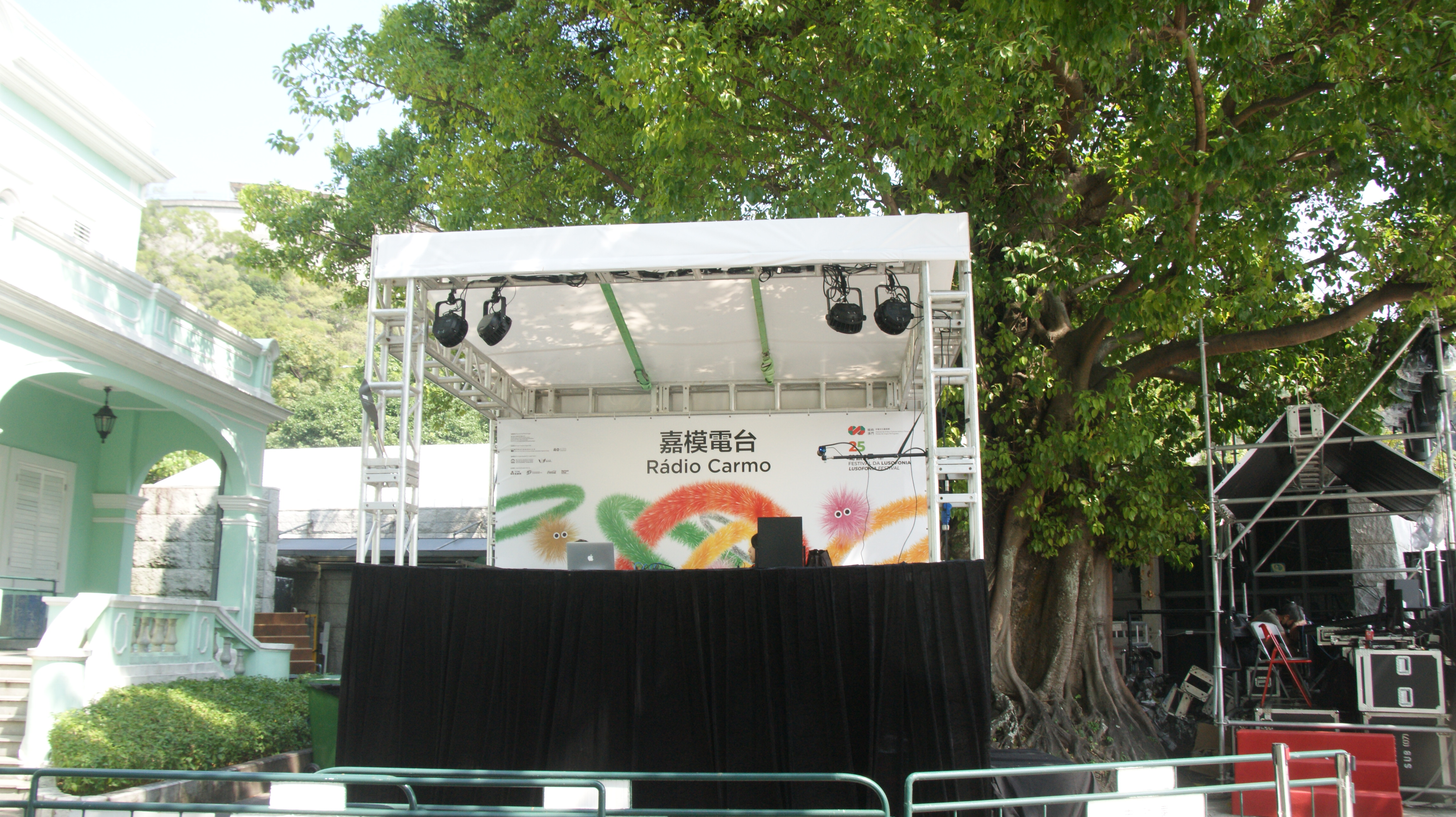
嘉模電台

海島市市政廳由1998年6月6日在氹仔嘉模區首次舉行，在嘉模區等不同地點，上演及舉辦約42項文化藝術娛樂活動，連續表演近14小時。活動耗資約50萬元，其中25萬元由政府撥款資助。
在1999年回歸前夕，海島市市政執委會主席馬家傑表示，今年是第二次舉辦，目的是慶祝葡國日賈梅士曁葡僑日，藉著節目表演、遊戲等項目，增進市民對葡語都市社群的生活及文化之認識。他稱，雖然澳門即將回歸，但他希望這個活動在明年能繼續保留。活動當日澳督韋奇立等官員在市政廳主席馬家傑和市政議員等各部門負責人陪同下，參觀遊戲攤位、展覽攤位和食物攤位，與來自葡語世界各國和本地的不同膚色人士會晤，並出席海島市市政廳在聖善學校所設的晚宴。
受天氣影響，原定於氹仔嘉模區舉行一連兩日的『葡韻縈繞嘉年華2003』改在澳門綜藝館舉行。除騎馬活動、葡國土風舞蹈團巡遊及「天道大同耶穌會文物展」開幕禮因場地局限而取消外，其餘各項活動均按原計劃在綜藝館大堂及一館進行。活動閉幕後民政總署文康部長馬錦強表示，本屆葡韻嘉年華因考慮天雨關係，改在綜藝館舉行，未來會繼續舉辦該項活動，並希望改在非雨季進行，同時考慮在全澳不同地點展開，此舉不僅減低天雨所帶來的不便，又能展示不同地方的特色。
『2004葡韻嘉年華』於12月3日至5日在氹仔嘉模區舉行，嘉年華集歌舞表演、葡國傳統遊戲、展覽、美食於一身。活動將由過往只有週末、週日兩天增加由週五開始共三天。會場設有十個由居澳葡語國家或地區人士所設的攤位，攤位陳列的是當地的傳統工藝品、圖片。除此之外，場內還設有售賣葡語國家特色美食的攤檔，又安排有葡國遊戲及傳統遊戲，讓參加者盡情吃喝玩樂。
『2008葡韻嘉年華—中國葡語國家文化周』於11月3日至9日，一連七日在澳門多個地點及氹仔嘉模區舉行。為加深中葡文化交流，今年更新增葡語電影欣賞會、著名葡萄牙畫家畫展及巴西各地藝術畫展等。今年活動新增攝影比賽，所有以是次活動為題材的作品均可參加，設冠、亞、季軍各一名。
由民署、中國與葡語國家經貿合作論壇常設秘書處和旅遊局合辦的『2010葡韻嘉年華及中國—葡語國家文化周』於10月22日至29日在本澳及氹仔多處地點舉行，是繼2008年後三機構再度合作的大型文化活動。
『第十九屆葡韻嘉年華』原定於2016年10月21日至23日在氹仔龍環葡韻舉行，因應本澳受到颱風海馬逼近的影響，為保障市民及參與者的安全，順延到10月28日至30日舉行。
2017年10月19日至22日一連四日舉行『第二十屆葡韻嘉年華』，為讓參加者更深入了解本土濃厚的葡語文化，今年首次特別延長為四日活動。
『第二十三屆葡韻嘉年華』於2020年10月16日至18日在氹仔龍環葡韻舉行。活動由文化局主辦、旅遊局及市政署協辦，可口可樂飲料有限公司支持，透過具葡語國家特色的攤位、歌舞表演、美食、遊戲等內容，加深公眾認識本澳的葡語特色文化。文化局將嚴謹按照衛生部門相關防疫指引，對藝文活動作出妥善安排，參與活動之市民必須佩戴自備口罩、接受體溫探測、出示當天的個人健康碼，並配合有關防疫措施。
『第二十四屆葡韻嘉年華』為2021年「相約澳門—中葡文化藝術節」壓軸於12月10日至12日在龍環葡韻舉行，活動由文化局主辦、旅遊局及市政署協辦、可口可樂飲料有限公司及能多潔集團支持。
『第二十五屆葡韻嘉年華』於2022年10月28日至30日在氹仔龍環葡韻舉行。該屆活動聚焦澳門土生葡人文化，包括土生葡人美食及手工藝展示，並透過多個葡語國家特色的攤位、歌舞表演、美食、遊戲等內容，展現澳門的葡語特色文化。10月30日，因應澳門出現多宗由珠海輸入的澳門本地社區個案或社區內出現輸入相關個案，文化局宣佈該局所有大型藝文活動包括該嘉年華活動宣告取消。
『第二十六屆葡韻嘉年華』於2023年10月27日至29日，新增銀河娛樂集團作為支持單位並活動作出冠名。一連三天的葡韻嘉年華，集歌舞、遊戲、美食、多國風情於一身，讓居民和旅客感受葡語國家精彩活力的一面，加深認識各葡語國家或地區濃厚的文化底蘊。活動串聯相約澳門——中葡文化藝術節同期舉行感受主題遊樂園的熱鬧氣氛。

## 活動重點推介
為慶祝『葡韻嘉年華』二十五周年銀禧紀念，由2022年開始重點推介其中一個參與的葡語國家或地區的特色文化。
| 年數 | 活動聚焦文化        | 備注 |
| ---- | ------------------- | ---- |
| 2022 | 土生葡人文化        |      |
| 2023 | 葡萄牙文化          |      |
| 2024 | 果阿‧達曼和第烏文化 |      |

## 歷年活動時間
| 屆數           | 舉辦日期                           | 活動場地               | 備注                                                                                          |                |                |                |                |
| 葡韻縈繞嘉年華 | 葡韻縈繞嘉年華                     | 葡韻縈繞嘉年華         | 葡韻縈繞嘉年華                                                                                | 葡韻縈繞嘉年華 | 葡韻縈繞嘉年華 | 葡韻縈繞嘉年華 | 葡韻縈繞嘉年華 |
| -------------- | ---------------------------------- | ---------------------- | --------------------------------------------------------------------------------------------- | -------------- | -------------- | -------------- | -------------- |
| 第一屆         | 1998年6月6日                       | 嘉模前地               |                                                                                               |                |                |                |                |
| 第二屆         | 1999年6月5日至6日                  | 嘉模前地               |                                                                                               |                |                |                |                |
| 第三屆         | 2000年6月3日至4日                  | 氹仔舊城區             |                                                                                               |                |                |                |                |
| 第四屆         | 2001年6月2日至3日                  | 氹仔舊城區             |                                                                                               |                |                |                |                |
| 第五屆         | 2002年6月14日至16日                | 澳大圖書館、氹仔舊城區 |                                                                                               |                |                |                |                |
| 第六屆         | 2003年6月14日至15日                | 澳門綜藝館             | 原定活動於氹仔舉辦，因天雨關係安排在室內舉行                                                  |                |                |                |                |
| 葡韻嘉年華     |                                    |                        |                                                                                               |                |                |                |                |
| 第七屆         | 2004年12月3日至5日                 | 氹仔舊城區             | 正式命名『葡韻嘉年華』，因6月是雨季關係，今後改在下半年舉辦                                   |                |                |                |                |
| 第八屆         | 2005年10月7日至9日                 | 氹仔舊城區             |                                                                                               |                |                |                |                |
| 第九屆         | 2006年10月13日至15日               | 氹仔舊城區             |                                                                                               |                |                |                |                |
| 第十屆         | 2007年10月19日至21日               | 氹仔舊城區             |                                                                                               |                |                |                |                |
| 第十一屆       | 2008年11月3日至9日                 | 氹仔舊城區             | 與中國—葡語國家經貿合作論壇（澳門）常設秘書處、旅遊局合辦的『葡韻嘉年華—中國—葡語國家文化週』 |                |                |                |                |
| 第十二屆       | 2009年10月23日至25日               | 氹仔舊城區             |                                                                                               |                |                |                |                |
| 第十三屆       | 2010年10月29日至31日               | 氹仔舊城區             | 原定於10月22日至24日舉行，因天氣關係延期                                                      |                |                |                |                |
| 第十四屆       | 2011年10月21日至23日               | 氹仔舊城區             | 與『中國—葡語國家文化周』一同進行                                                             |                |                |                |                |
| 第十五屆       | 2012年10月19日至21日               | 氹仔舊城區             |                                                                                               |                |                |                |                |
| 第十六屆       | 2013年11月1日至3日                 | 氹仔舊城區             |                                                                                               |                |                |                |                |
| 第十七屆       | 2014年10月17日至19日               | 氹仔舊城區             |                                                                                               |                |                |                |                |
| 第十八屆       | 2015年10月23日至25日               | 氹仔舊城區             |                                                                                               |                |                |                |                |
| 第十九屆       | 2016年10月28日至30日               | 氹仔舊城區             | 原定於10月21日至23日，因受颱風海馬的影響而延期                                                |                |                |                |                |
| 第二十屆       | 2017年10月19日至22日               | 氹仔舊城區             | 活動首次延長為四日                                                                            |                |                |                |                |
| 第二十一屆     | 2018年10月19日至21日               | 氹仔舊城區             |                                                                                               |                |                |                |                |
| 第二十二屆     | 2019年10月18日至20日               | 氹仔舊城區             |                                                                                               |                |                |                |                |
| 第二十三屆     | 2020年10月16日至18日               | 氹仔舊城區             |                                                                                               |                |                |                |                |
| 第二十四屆     | 2021年12月10日至12日               | 氹仔舊城區             | 第二次改在12月舉行                                                                            |                |                |                |                |
| 第二十五屆     | 2022年10月28日至30日               | 氹仔舊城區             | 自今屆開始重點推介其中一個參與的葡語國家或地區的特色文化。因疫情開始爆發，活動提早一日結束    |                |                |                |                |
| 銀娛葡韻嘉年華 |                                    |                        |                                                                                               |                |                |                |                |
| 第二十六屆     | 2023年10月27日至29日               | 氹仔舊城區             | 首次獲得銀河娛樂集團支持，並改稱『銀娛葡韻嘉年華』                                            |                |                |                |                |
| 第二十七屆     | 2024年10月25日至27日、11月1日至3日 | 氹仔舊城區             | 活動首次擴展至一連兩周末                                                                      |                |                |                |                |

## 外部連結
- 澳門文化局官方網站 （页面存档备份，存于）